# Естонська авіаційна академія
Естонська авіаційна академія (ест. Eesti Lennuakadeemia) — державний прикладний вищий навчальний заклад в Тарту для підготовки пілотів та авіаційних спеціалістів. Попередня назва — Тартуський авіаційний коледж (ест. Tartu Lennukolledž), був перейменований 1 вересня 2008 року.
Тартуський Авіаційний Коледж був заснований 13 вересня 1993 року з метою створення в Естонії центру з координації та проведенню підготовки спеціалістів авіаційного профілю для всіх авіаційних підприємств та організацій Естонської Республіки.
Колектив студентів не дуже великий — близько 300 осіб, кожен рік в коледжі з'являються близько 60—70 новобранців, з них 10 стануть пілотами (7 — літаків, 3 — гвинтокрила). Серед студентів є і дівчата, яких приблизно 15 %.